# Megaselia pygidialis
Megaselia pygidialis är en tvåvingeart som beskrevs av Rudolf Beyer 1965. Megaselia pygidialis ingår i släktet Megaselia och familjen puckelflugor. Inga underarter finns listade i Catalogue of Life.